# Jan Franciszek Jerzykowski
Jan Franciszek Jerzykowski (Irzykowski) herbu Ostoja (zm. przed 1702 r.) – dziedzic Kościeszek, Białężyna, Oborzysk i innych, burgrabia grodzki poznański, regent grodzki poznański, pisarz grodzki kościański.

## Życiorys
Jan Franciszek Jerzykowski należał rodziny wywodzącej się z wsi Jurzykowo (obecnie Jerzykowo koło Pobiedzisk), położonej w dawnym pow. gnieźnieńskim województwa poznańskiego. Jego rodzina należała do rodu heraldycznego Ostojów. Był synem Andrzeja i Heleny z Wilkowskich. W związki małżeńskie wstępował kilkukrotnie. Jego pierwszą małżonką była Marianna Katarzyna Komorowska, córka Stanisława i Zofii z Rostrzębowa Obodowskiej, dziedziców dóbr w Łosińcu. Drugą małżonką Jerzykowskiego była Urszula Szołdrska (córka Marcina i Zofii z Cieleckich), której zapisał w roku 1679 sumę 2 000 złp. posagu. Trzecią małżonką Jerzykowskiego była Agnieszka Rolanka Bratuska, córka Samuela i Jadwigi Pruskiej, wdowa po Walentynie Raczyńskim. Z pierwszej żony miał córkę Barbarę Katarzynę i syna Jana a z drugiej: Mariannę Agnieszkę, Joannę Zofię, Katarzynę, Józefa Wojciecha, Ludwikę Helenę, Wiktorię Agnieszkę i Stefana.
Jan Franciszek Jerzykowski sprawował liczne funkcje i urzędy. Był burgrabią i regentem grodzkim poznańskim. Od 1694 roku sprawował urząd pisarza grodzkiego kościańskiego. Tego roku, w dniu 1 grudnia został powołany przez sejmik średzki do pełnienia funkcji komisarza celem przeprowadzenia rewizji ksiąg, znajdujących się w archiwum grodzkim kościańskim, ze względu na różne mankamenta [...], przez które prywatni ludzie na substantiach swoich wielką ponoszą ruinę.
Jan Franciszek Jerzykowski posiadał liczne dobra ziemskie, między innymi: Kościeszki, Białężyn, Oborzyska i części w Łosińcu. Był także posiadaczem wsi Rosnowo i Jarosławiec w pow. poznańskim. Nie żył już w roku 1702, kiedy jego syn Stefan, dziedzic części Oborzysk, mianował plenipotentów do spraw dotyczących tej wsi.